# Paul Johnson (Skispringer)
Paul Johnson  ist ein ehemaliger US-amerikanischer Skispringer.

## Werdegang
Johnson startete bei der Vierschanzentournee 1962/63 zu seinem ersten und einzigen internationalen Turnier. Nach einem 32. Platz auf der Schattenbergschanze in Oberstdorf, erreichte er auf der Bergiselschanze in Innsbruck den 49. Platz. Bei dem Springen auf der Großen Olympiaschanze in Garmisch-Partenkirchen landete er auf Platz 45. Beim letzten Springen auf der Paul-Außerleitner-Schanze in Bischofshofen landete Johnson auf Platz 21 und erreichte damit sein bestes Einzelresultat, bevor er mit 671,7 Punkten den 31. Platz in der Tournee-Gesamtwertung erreichte.
Im August 2013 wurde Johnson in die American Ski Jumping Hall of Fame aufgenommen.

## Erfolge

### Vierschanzentournee-Platzierungen
| Saison  | Platz | Punkte |
| ------- | ----- | ------ |
| 1962/63 | 31.   | 671,7  |